# Нючепінг (комуна)
Комуна Нючепінг (швед. Nyköpings kommun) — адміністративно-територіальна одиниця місцевого самоврядування, що розташована в лені Седерманланд у центральній Швеції. Зі сходу омивається водами Балтійського моря.
Нючепінг 69-а за величиною території комуна Швеції. Адміністративний центр комуни — місто Нючепінг.

## Населення
Населення становить 52 255 осіб (станом на вересень 2012 року).
| Кількість населення комуни Нючепінг за 1970-2010 роки | Кількість населення комуни Нючепінг за 1970-2010 роки | Кількість населення комуни Нючепінг за 1970-2010 роки | Кількість населення комуни Нючепінг за 1970-2010 роки | Кількість населення комуни Нючепінг за 1970-2010 роки |
| ----------------------------------------------------- | ----------------------------------------------------- | ----------------------------------------------------- | ----------------------------------------------------- | ----------------------------------------------------- |
| Рік                                                   |                                                       |                                                       | Населення                                             |                                                       |
| 1970                                                  | 1970                                                  |                                                       | 57 857                                                | 57 857                                                |
| 1975                                                  | 1975                                                  |                                                       | 62 561                                                | 62 561                                                |
| 1980                                                  | 1980                                                  |                                                       | 64 099                                                | 64 099                                                |
| 1985                                                  | 1985                                                  |                                                       | 64 404                                                | 64 404                                                |
| 1990                                                  | 1990                                                  |                                                       | 65 908                                                | 65 908                                                |
| 1995                                                  | 1995                                                  |                                                       | 48 737                                                | 48 737                                                |
| 2000                                                  | 2000                                                  |                                                       | 49 063                                                | 49 063                                                |
| 2005                                                  | 2005                                                  |                                                       | 49 816                                                | 49 816                                                |
| 2010                                                  | 2010                                                  |                                                       | 51 644                                                | 51 644                                                |
| Джерело: SCB                                          |                                                       |                                                       |                                                       |                                                       |

## Населені пункти
Комуні підпорядковано 14 міських поселень (tätort) та низка сільських, більші з яких:
- Нючепінг (Nyköping)
- Арне (Arnö)
- Стіґтомта (Stigtomta)
- Свальста (Svalsta)
- Невекварн (Nävekvarn)
- Тистберґа (Tystberga)
- Берґсгаммар (Bergshammar)

## Міста побратими
Комуна підтримує побратимські контакти з такими муніципалітетами:
- Комуна Нутодден, Норвегія
- Ійсалмі, Фінляндія
- Нюкебінґ Фальстер, Данія
- Виборг, Росія
- Лауф-ан-дер-Пегніц, Німеччина
- Саласгріва, Латвія

## Галерея

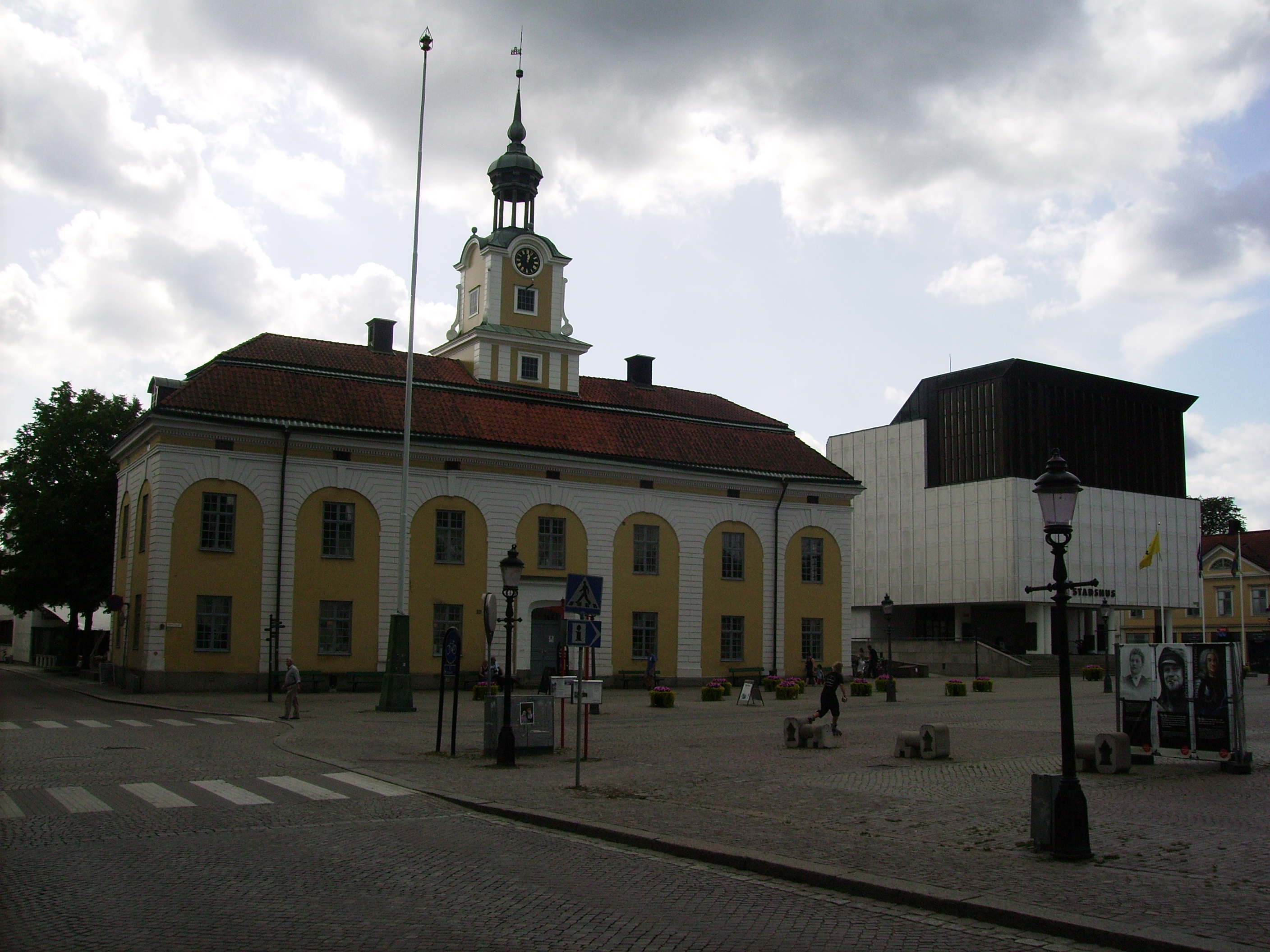
Ратуша й управа комуни (Ничепінг)
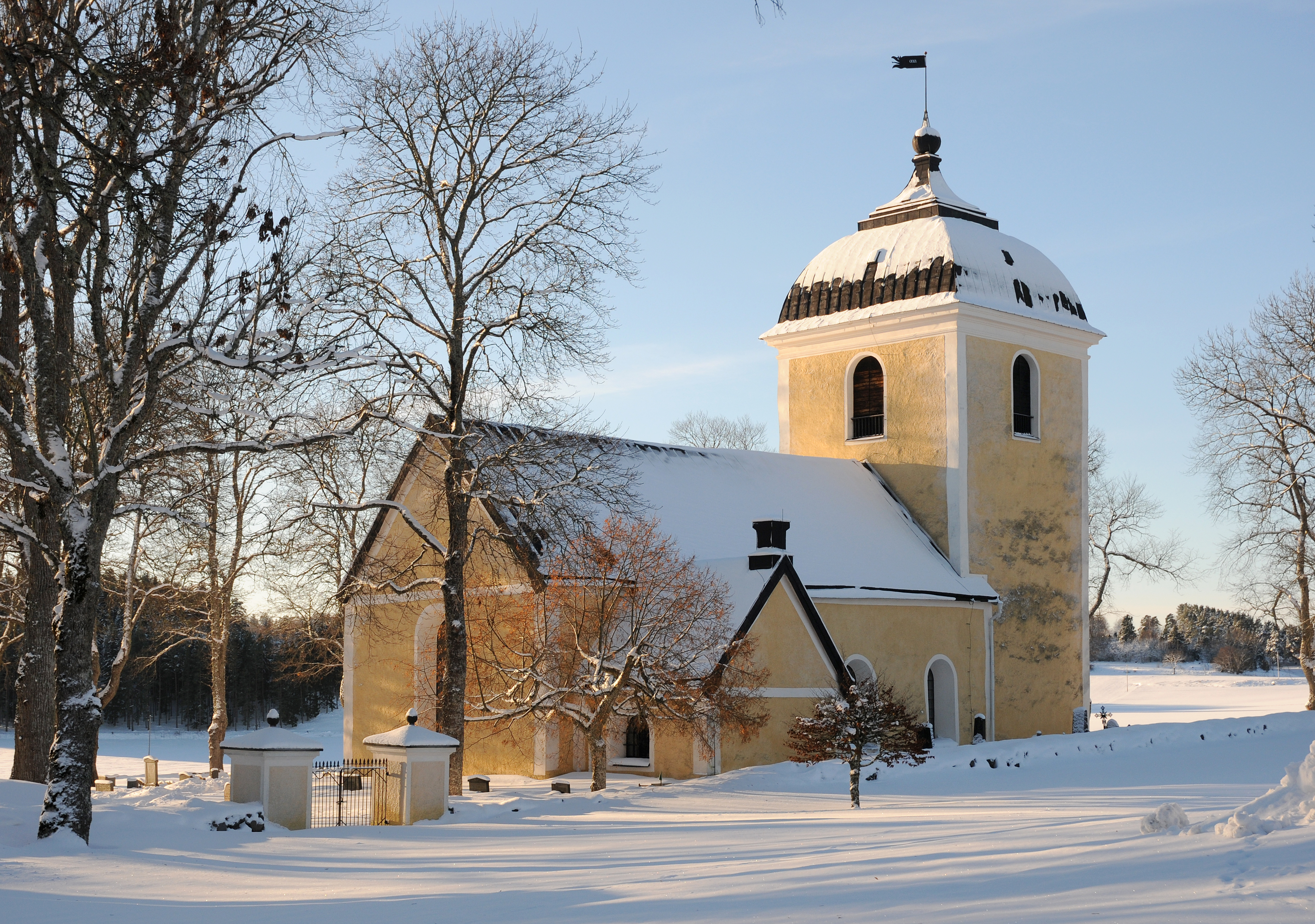
Церква у Тистберзі
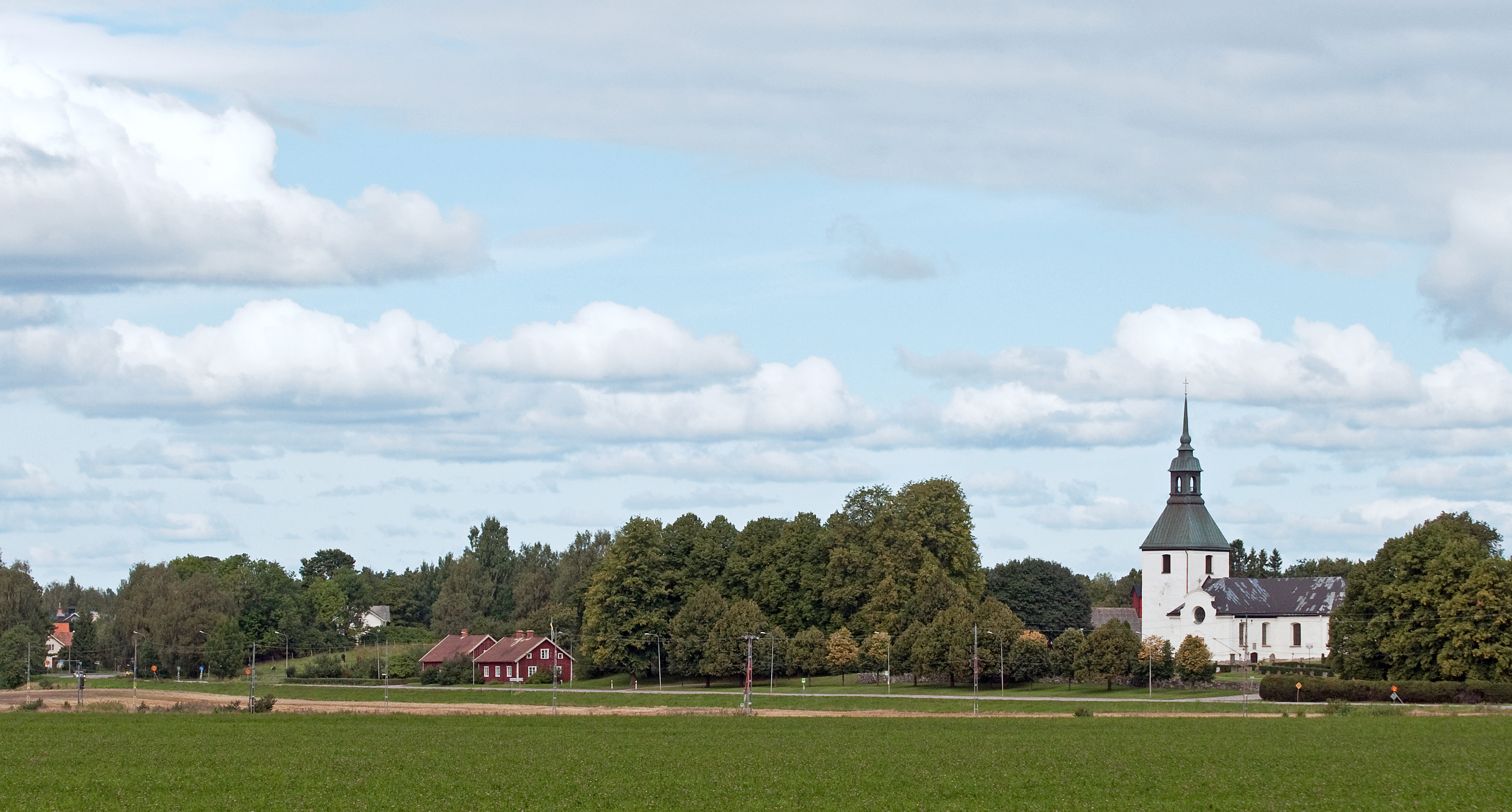
Містечко Стіґтомта
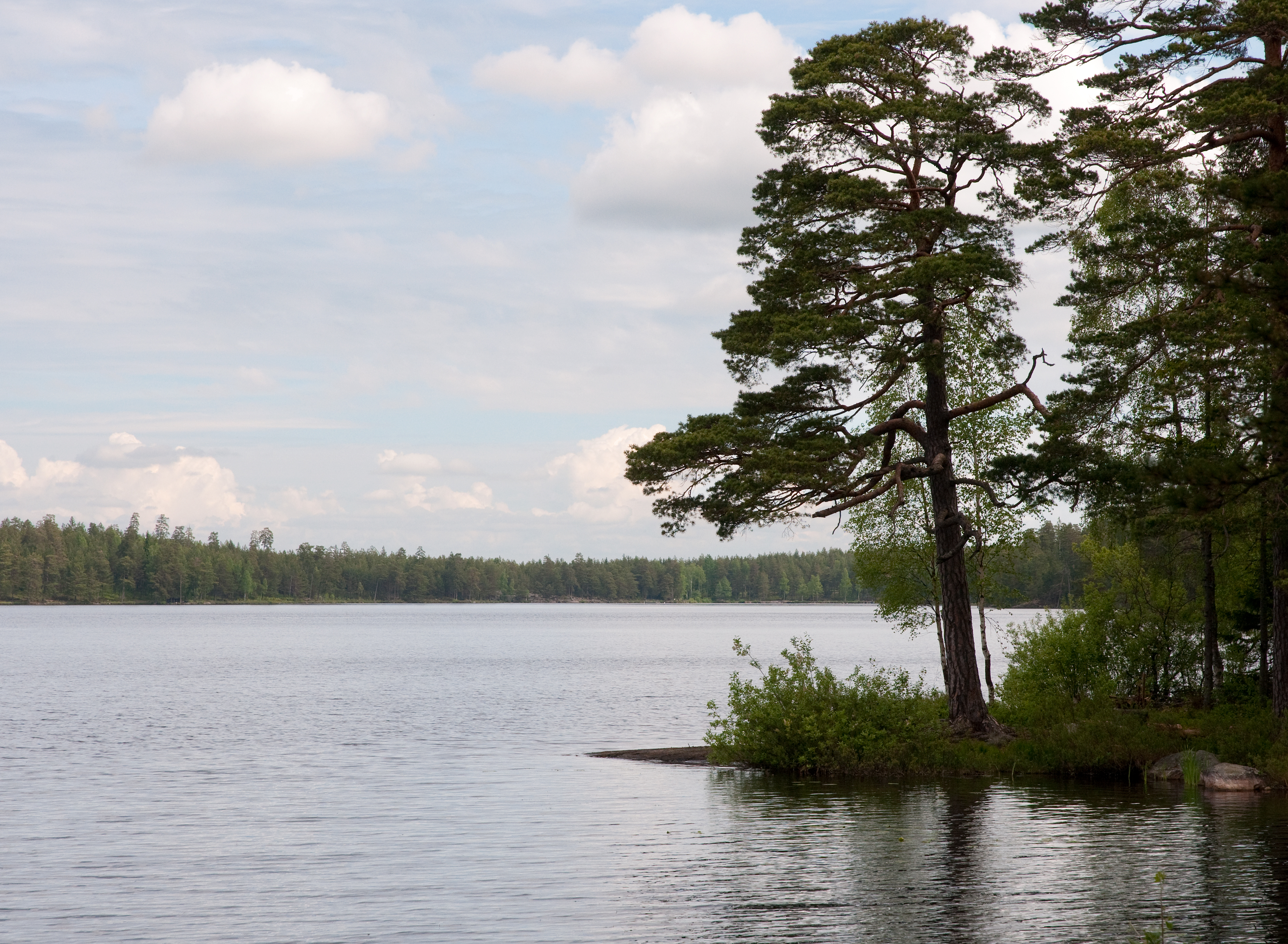
Озеро Невшен